# میریام آگوئره
میریام آگوئره (انگلیسی: Miriam Aguirre؛ زادهٔ ۲۹ ژانویهٔ ۱۹۹۹) بازیکن فوتبال اهل مکزیک است.
وی همچنین در تیم‌های ملی فوتبال Mexico women's national under-17 football team و Mexico women's national under-20 football team بازی کرده‌است.